# Fußball-Bundesliga/Rekorde/1. FC Union Berlin
Der Artikel Fußball-Bundesliga/Rekorde/1. FC Union Berlin listet die vereinsspezifischen Rekorde des 1. FC Union Berlin auf, die mit Bezug auf die Zugehörigkeit zur deutschen Fußball-Bundesliga gehalten werden.
Der Verein ist aktuell Bundesligist (Stand: Saison 2025/26).

Siehe auch: 

## Vorbemerkung
Es besteht eine Unterteilung zwischen Positiv- und Negativrekorden sowie vereinsinternen Bestmarken. Weitere Rekorde, die dem Verein nicht zuzuordnen sind, werden im Hauptartikel unter „Allgemein“ gelistet. Dort bestehen zudem die Rubriken „Trainerspezifische Rekorde“, „Schiedsrichterspezifische Rekorde“ sowie „Sonstige Rekorde“. Es besteht außerdem die Möglichkeit „In nächster Zeit möglicherweise fallende Bestmarken“ im unteren Bereich der Hauptseite festzuhalten, bzw. die neuen Rekorde an die passenden Stellen einzusortieren. Wenn möglich, wird zu einem Positivrekord auch der Negativrekord als Gegenstück gelistet (und andersrum). Die Liste erhebt keinen Anspruch auf Vollständigkeit.

## 1. FC Union Berlin
Aktuelle Platzierung in der Ewigen Tabelle der Fußball-Bundesliga: Platz 32 von 58 (Stand: 34. Spieltag 2024/25)

### Positivrekorde
- Mit Marie-Louise Eta hat der Verein von November 2023 bis 30. Juni 2024 die erste Frau überhaupt als Co-Trainer beschäftigt.[2][3]
- Torhüter mit den meisten parierten Strafstößen in einem Spiel gegen denselben Schützen: Frederik Rønnow (2 Strafstöße, gegen Ludovic Ajorque von Mainz 05 am 1. Spieltag 2023/24; Er hielt beide Elfer fest und konnte keinen der 14 weiteren gegen sich parieren.)[4][5][6]
- meiste Auswechselungen innerhalb einer Saison: 30 (Janik Haberer, 2022/23)[7]
- am häufigsten in Folge gegen einen anderen Gegner mit demselben Ergebnis gespielt: 5× (gegen RB Leipzig immer mit 2:1 gewonnen, Serie am 3. Spieltag 2023/24 durch ein 0:3-Niederlage gerissen)[8][9]
- meiste Kopfballtore nach 4 Spieltagen: 7 (2023/24, seit Beginn der Datenerfassung 2004/05)[10][11]

### Negativrekorde
- meiste Spiele gegen einen anderen Gegner, ohne je gewonnen zu haben: 12 (8 Niederlagen und 4 Unentschieden gegen den FC Bayern, laufend, Stand: 34. Spieltag 2024/25)[12][13]

### Vereinsintern
- Rekordspieler: Christopher Trimmel (165 Einsätze, Stand: 34. Spieltag 2024/25)[14][15]
- Rekordtorhüter: Frederik Rønnow (97 Einsätze, Stand: 34. Spieltag 2024/25)[14]
- erster Torschütze: Sebastian Andersson (beim 1:1-Unentschieden beim FC Augsburg, am 2. Spieltag 2019/20)[16]
- Rekordtorschütze: Taiwo Awoniyi (20 Tore, Stand: 34. Spieltag 2023/24)[17]
- ältester Spieler: Christopher Trimmel (37 Jahre und 350 Tage, am 8. Februar 2025, Stand: 8. Februar 2025)[18][19]
- ältester Debütant: Leonardo Bonucci (36 Jahre und 145 Tage, am 23. September 2023)[20][21]
- ältester Torschütze: Leonardo Bonucci (36 Jahre und 159 Tage, am 7. Oktober 2023)[22]
- jüngster Torschütze: Tom Rothe (19 Jahre, 10 Monate und 23 Tage, am 21. September 2024, beim 2:1-Sieg gegen die TSG Hoffenheim, zum zwischenzeitlichen 1:0, Stand: 4. Spieltag 2024/25)[23]
- älteste Startelf: 30,3 Jahre (bei der 0:2-Niederlage bei Werder Bremen, am 9. Spieltag 2023/24, Stand: 9. Spieltag 2023/24)[24]
- jüngste Startelf: 26,1 Jahre (bei der 0:1-Niederlage gegen Holstein Kiel, am 24. Spieltag 2024/25, Stand: 24. Spieltag 2024/25)[25]
- meiste Punkte in einer Saison: 62 (2022/23)[18]
- meiste Siege in einer Saison: 18 (2022/23)[18]
- meiste Tore in einer Saison: 51 (2022/23)[18]
- wenigste Gegentore in einer Saison: 38 (2022/23)
- meiste Gegentore nach 7 Spieltagen: 14 (2023/24)[26]
- meiste Gegentore nach 8 Spieltagen: 17 (2023/24)[27]
- meiste Gegentore nach 11 Spieltagen: 26 (2023/24)[28]
- wenigste Punkte nach 11 Spieltagen: 6 (2023/24)[28]
- wenigste Tore nach 11 Spieltagen: 9 (2024/25, Stand 12. Spieltag 2024/25)[29]
- wenigste Tore nach 12 Spieltagen: 10 (2024/25, Stand 12. Spieltag 2024/25)[29]
- wenigste Tore nach 20 Spieltagen: 16 (2024/25, Stand 20. Spieltag 2024/25)[30]
- schlechteste Bilanz nach 13 Spielen einer Saison: 9 Niederlagen, 1 Unentschieden und 3 Siege (2023/24, Stand: 16. Dezember 2023)[31]
- schlechteste Bilanz nach 14 Spielen einer Saison: 10 Niederlagen, 1 Unentschieden und 3 Siege (2023/24, Stand: 16. Dezember 2023)[31]
- schlechteste Bilanz nach 30 Spieltagen einer Saison: 29 Punkte und 26:50 Tore (2023/24, Stand: 30. Spieltag 2023/24)[32]
- höchster Sieg: 6:1 (auswärts bei Schalke 04, 4. Spieltag 2022/23)[18]
- höchste Niederlage: 0:6 (bei Borussia Dortmund, 23. Spieltag 2024/25, Stand: 34. Spieltag 2024/25)[33]
- meiste Gegentore in einem Auswärtsspiel: 6 (beim 0:6 bei Borussia Dortmund, 23. Spieltag 2024/25, Stand: 34. Spieltag 2024/25)[33]
- meiste Gegentore in einem Heimspiel: 5 (2×, Stand: 30. Spieltag 2023/24)[34]
  - 2:5 (gegen den FC Bayern, Oktober 2021)
  - 1:5 (gegen den FC Bayern, 30. Spieltag 2023/24)
- meiste Heimspiele in Folge ohne Niederlage: 24 (24. Spieltag 2021/22 bis 1. Spieltag 2023/24)[35][7][36][37]
- meiste Heimniederlagen in Folge: 5 (3., 5., 7., 8. und 10. Spieltag 2023/24, nach zuvor 24 Heimspielen ohne Niederlage)[38][35][39][40]
- meiste Heimsiege in Folge: 4 (mehrfach, auch bis 21. Spieltag 2023/24)[41][19]
- meiste Spiele in Folge innerhalb einer Saison ohne Niederlage: 8 (2×, auch laufend vom 25. bis 32. Spieltag 2024/25, Stand: 32. Spieltag 2024/25)[42]
- schnellstes Tor: nach 52 Sekunden (Kevin Behrens zum zwischenzeitlichen 1:0, beim 4:1-Sieg über Mainz 05 am 1. Spieltag 2023/24)[4][5][6]
- meiste Kopfballtore in einem Spiel: 3 (Kevin Behrens, beim 4:1-Sieg über Mainz 05 am 1. Spieltag 2023/24)[5][6]
- Trainer mit den meisten Siegen: Urs Fischer (60, Stand: 34. Spieltag 2023/24)[1][43]
- Trainer mit den meisten Niederlagen: Urs Fischer (51, Stand: 34. Spieltag 2023/24)[1]
- Trainer mit der besten Bilanz zu Beginn einer Amtszeit: Nenad Bjelica (3 Punkte, 3:1 gegen den FC Augsburg, nach dem ersten Spiel, 15. Spieltag 2023/24)[40][39][16][44][45]
- meiste Niederlagen in Folge: 9 (3. bis 11. Spieltag 2023/24)[46][47][24][48][16]
- meiste Auswärtsniederlagen in einer Saison: je 11 (2×, Stand: Saisonende 2023/24)[49]
  - 2019/20
  - 2023/24
- meiste Auswärtsniederlagen in Folge: 6 (2×, Stand: 21. Spieltag 2024/25)[50][51][45][52]
- bis 15. Spieltag 2023/24
- bis 19. Spieltag 2024/25
- meiste Spiele in Folge ohne Sieg: 10 (2×, Stand: 18. Spieltag 2024/25)[53][54][40][55][16][39]
  - 3. bis 12. Spieltag 2023/24
  - 8. bis 17. Spieltag 2024/25
- meiste Siege in Folge gegen einen anderen Gegner: 5 (mehrfach, unter anderem gegen Werder Bremen und Borussia Mönchengladbach, Stand: 15. Dezember 2023/24)[40][56]
- meiste Siege gegen einen anderen Gegner: 7 (gegen den 1. FC Köln, Stand: 32. Spieltag 2023/24)[57]
- meiste Niederlagen gegen einen anderen Gegner: 8 (gegen den FC Bayern, Stand: 9. Spieltag 2024/25)[58][59][32]
- meiste Tore gegen einen anderen Gegner: 21 (gegen Mainz 05, Stand: 10. Spieltag 2024/25)[60]
- meiste Auswärtsgegentreffer gegen einen anderen Gegner: 17 (gegen Borussia Dortmund, Stand: 22. Spieltag 2024/25)[61]
- meiste Minuten ohne Gegentreffer: 284 (Frederik Rønnow, 2024/25, Stand: 25. Spieltag 2024/25)[62]
- längste Zeit ohne Torerfolg: 506 Minuten (Herbst 2023)[63][48][16][64]
- meiste Spiele in Folge ohne Torerfolg: 6 (5. bis 11. Spieltag 2023/24)[48]
- meiste Spiele innerhalb einer Saison ohne Torerfolg: 17 (2023/24, Rekord wurde nach 16 von 34 Spielen erreicht, Stand: Saisonende 2023/24)[65][66]
- meiste Spiele in Folge ohne Gegentreffer: 2 (mehrfach, auch vom 16. bis 17. Spieltag 2023/24 und vom 1. bis 2. Spieltag 2024/25)[67][4]
- meiste Platzverweise innerhalb einer Saison: 8 (2023/24, Rekord wurde nach 22 Spieltagen gebrochen, zudem erhielt der Cheftrainer Nenad Bjelica im Nachholspiel (13. Spieltag) bei der 0:1-Niederlage beim FC Bayern die rote Karte wegen einer Tätlichkeit, Stand: Saisonende 2023/24)[68][69][70][71]
- verlor keines der ersten 11 Heimspiele gegen einen Aufsteiger (8 Siege, 3 Unentschieden; erste Niederlage war das 0:1 gegen Holstein Kiel am 24. Spieltag 2024/25)[25][72][73]
- meiste Heimsiege in Folge zu Beginn einer Saison: 3 (2024/25, Stand: 9. Spieltag 2024/25)[74]
- meiste Heimsiege in Folge (saisonübergreifend): 4 (letztes Heimspiel 2023/24 und die ersten drei 2024/25, Stand: 9. Spieltag 2024/25)[75]
- meiste Heimsiege gegen einen anderen Gegner: 4 (gegen Borussia Dortmund, von 6 möglichen, Stand: 6. Spieltag 2024/25)[75]
- meiste Unentschieden in Folge: 4 (bis 32. Spieltag 2024/25, Stand: 34. Spieltag 2024/25)[76]
  - 0:0 gegen Bayer Leverkusen (29. Spieltag 2024/25)
  - 4:4 beim VfB  Stuttgart (30. Spieltag 2024/25)
  - 1:1 gegen den VfL Bochum (31. Spieltag 2024/25)
  - 2:2 gegen Werder Bremen (32. Spieltag 2024/25)